# Jean-Stéphane Bron
Jean-Stéphane Bron (* 1969 in Lausanne) ist ein Schweizer Regisseur und Drehbuchautor, bekannt für seine politischen Dokumentarfilme.

## Biografie
Jean-Stéphane Bron besuchte von 1988 bis 1989 die Ipotesi-Filmschule in Italien, bevor er 1995 an der École Cantonale d’art de Lausanne sein Diplom machte, im Bereich Film.
Er ist Gründungsmitglied der Produktionsfirma Bande à part Films, gemeinsam mit Ursula Meier, Frédéric Mermoud und Lionel Baier.
Bron ist Mitglied des Collectif 50/50, das sich für die Gleichstellung von Frau und Mann und Diversität im Film und der audiovisuellen Branche einsetzt.

## Werk
Seine Dokumentarfilme behandeln zeitgenössische Themen: die Krise der Demokratie, die ökonomische Krise, der Aufstieg des Populismus.
Sein erster langer Dokumentarfilm Connu de nos services (1997) behandelt den Fichenskandal der Schweizer Bundespolizei der 1970er- und 1980er-Jahre.
Nach La Bonne Conduite und En cavale erschien 2003 Mais im Bundeshuus (Le génie helvétique), mit über 100'000 Eintritten einer der erfolgreichsten Schweizer Kinofilme. Der Dokumentarfilm folgt der ausserparlamentarischen Kommission zum Gentech-Gesetz.
Cleveland versus Wall Street zeigt einen fiktionalen Prozess der Stadt Cleveland gegen die Wall Street; der Film wurde 2010 am Festival von Cannes (Sektion Quinzaine des Réalisateurs) uraufgeführt und war für den französischen Filmpreis César nominiert.
In L’expérience Blocher (2013) begegnet der Filmemacher dem Milliardär und SVP-Politiker Christoph Blocher. Der Film wurde auf der Piazza Grande am Locarno Festival uraufgeführt.
Sein Film L’Opéra de Paris (2017), der hinter die Kulissen der Pariser Oper blickt, wurde in diversen Ländern im Kino gezeigt. Mit diesem Film, der weltweit über 200'000 Kinoeintritte verbuchte, davon über 120'000 in Frankreich, gewann er 2018 zum dritten Mal den Schweizer Filmpreis für den besten Dokumentarfilm.
2017 erschien La Vallée, als Teil der vierteiligen Serie Schockwellen, produziert von RTS und ARTE. Der Film wurde, gemeinsam mit den anderen drei Teilen, an der Berlinale uraufgeführt. Das Drehbuch zum Film hatte Bron gemeinsam mit der französischen Drehbuchautorin und Regisseurin Alice Winocour geschrieben.
The Brain – Cinq nouvelles du cerveau beschäftigt sich mit Fragen zur Neurowissenschaft und der Künstlichen Intelligenz. Wie bereits seine früheren Filme bedient sich auch The Brain dramaturgischer Mittel, die vom Spielfilm bekannt sind.
2022 erschien die vierteilige Dokumentarserie Ma rue de l’Ale, in der Bron sein Quartier in Lausanne mit der Kamera entdeckt und Geschichten von Menschen aus seiner Strasse erzählt.
Nebst seiner Arbeit als Regisseur ist Bron auch als Produzent tätig. So produzierte er unter anderem den Kinodokumentarfilm Les guérisseurs von Marie-Ève Hildbrand, Gewinnerprojekt des CH-Dokfilmwettbewerbs des Migros-Kulturprozents.

## Filmographie

### Regie
(sofern nicht anders vermerkt handelt es sich um Kinodokumentarfilme)
- 1997: Connu de nos services
- 1999: La Bonne Conduite
- 2000: En cavale (TV-Dokumentarfilm)
- 2003: Mais im Bundeshuus – Le génie helvétique
- 2006: Mon frère se marie
- 2009: Traders (TV-Dokumentarfilm)
- 2010: Cleveland versus Wall Street
- 2013: L’expérience Blocher
- 2013: Une petite leçon de cinéma: le documentaire (Kurzdokumentarfilm)
- 2017: L’Opéra de Paris
- 2018: La Vallée (TV-Spielfilm, Teil der Serie Schockwellen)
- 2021: The Brain (Cinq nouvelles du cerveau)
- 2022: Ma rue de l’Ale (dokumentarische Serie, 4 × 45 Minuten)

### Mitarbeit Drehbuch
- 2015: Maryland (Regie: Alice Winocour)
- 2019: Proxima (Regie: Alice Winocour)
- 2022: Revoir Paris (Regie: Alice Winocour)

### Produzent
- 2021: Journal d’une ambulancière (Regie: David Nicolas Parel)
- 2021: Les guérisseurs (Regie: Marie-Ève Hildbrand)
- 2022: Full Tank (Regie: Julia Bünter und Benjamin Bucher)

## Auszeichnungen (Auswahl)

### Preise
Für Cleveland versus Wall Street 
- 2011: Schweizer Filmpreis bester Dokumentarfilm
- 2011: IndieLisboa Festival: Publikumspreis
- 2010: One Future Prize, Special Mention, Filmfest München

Für Mon frère se marie 
- 2006: Bayard d’Or für das Beste Drehbuch (mit Karine Sudan), Festival international du film francophone de Namur

Für Mais im Bundeshuus – Le génie helvétique
- 2004: Schweizer Filmpreis bester Dokumentarfilm
- 2004: Prix international de la Scam, Cinéma du réel

### Nominationen
Für Une petite leçon de cinéma: le documentaire
- 2015: Schweizer Filmpreis bester Kurzfilm[25]

Für L’expérience Blocher
- 2014: Schweizer Filmpreis bester Dokumentarfilm
- 2013: CPH:DOX Award sowie Politiken Audience Award

Für Cinq nouvelles du cerveau
- 2021: Schweizer Filmpreis bester Dokumentarfilm[27]